# StarCraft II World Championship Series

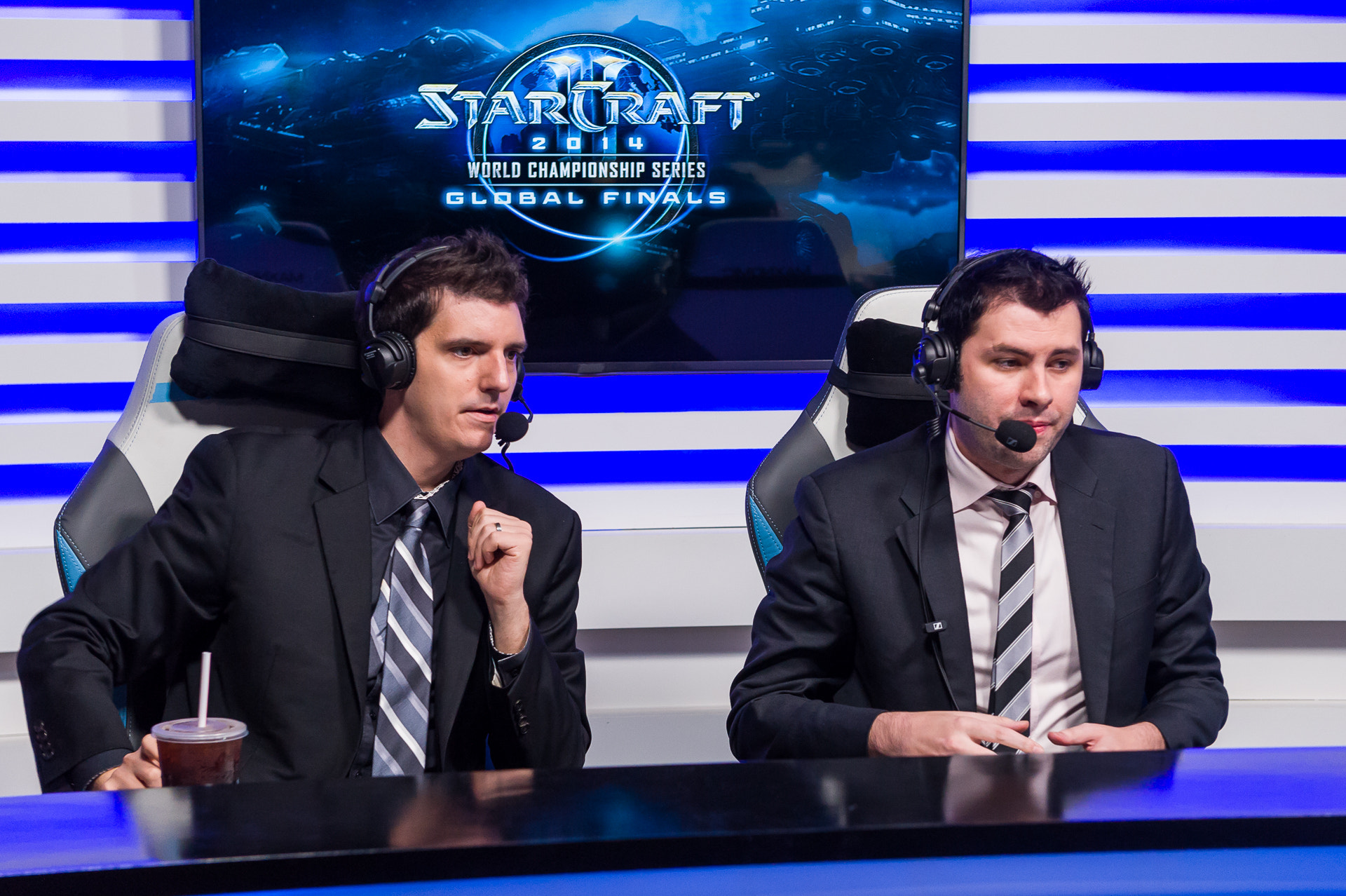
Artosis (Daniel Stemkoski) und Tasteless (Nicolas Plott) kommentieren eine WCS-Partie (2014)

Die StarCraft II World Championship Series (WCS) ist eine internationale Serie von Turnieren im E-Sport-Titel StarCraft II, die von 2012 bis 2019 ausgetragen wurde.

## Bedeutung
Die WCS wird seit 2012 von Blizzard Entertainment (dem Spieleentwickler von StarCraft II) in Kooperation mit ESL, MLG (bis Juni 2013), OGN und GOMTV organisiert. Saison-Höhepunkt ist die Battle.net World Championship, in der ein Preisgeld in Höhe von mehreren hunderttausend Dollar ausgeschüttet wird. Bereits vor 2012 veranstaltete Blizzard Einladungsturniere (Blizzcon Invitational); allerdings mit deutlich weniger Preisgeld.
Mit einem Gesamt-Preisgeld von 1,6 Millionen Dollar im Jahr 2013 bietet die WCS das mit Abstand höchste Preisgeld für StarCraft 2 und eines der höchsten im E-Sport allgemein. Auch nicht auf E-Sport spezialisierte Medien, beispielsweise Der Standard und T-Online, berichteten bereits über die WCS. Nach 2019 endete die WCS mit dem Saisonfinale auf der Blizzcon und wurde durch eine durch die Electronic Sports League organisierte Tour mit Finale auf dem Intel Extreme Masters in Katowice ersetzt. 

## Turnierübersicht
Die folgende Tabelle listet alle Auflagen der WCS chronologisch auf. 
Anmerkungen:
- T = Terraner, P = Protoss, Z = Zerg (bezeichnet die StarCraft-Rasse, auf die der betreffende Spieler sich spezialisiert hat)

| Jahr | Austragungsort (Finalturnier)         | Preisgeld (Finalturnier) | Gewinner (Nickname, Rasse, Name) | Ergebnis Finale | Zweiter (Nickname, Rasse, Name)  |
| ---- | ------------------------------------- | ------------------------ | -------------------------------- | --------------- | -------------------------------- |
| 2012 | Expo, Shanghai                        | 250.000 $                | PartinG (P) 원이삭 Won Lee-sak   | 4 – 2           | Creator (P) 장현우 Jang Hyun-woo |
| 2013 | Convention Center, Anaheim (BlizzCon) | 250.000 $                | sOs (P) 김유진 Kim Yoo-jin       | 4 – 1           | Jaedong (Z) 이제동 Lee Jae-dong  |
| 2014 | Convention Center, Anaheim (BlizzCon) | 250.000 $                | Life (Z) 이승현 Lee Seung-hyun   | 4 – 1           | MMA (T) 문성원 Mun Seong-won     |
| 2015 | Convention Center, Anaheim (BlizzCon) | 250.000 $                | sOs (P) 김유진 Kim Yoo-jin       | 4 – 3           | Life (Z) 이승현 Lee Seung-hyun   |
| 2016 | Convention Center, Anaheim (BlizzCon) | 500.000 $                | ByuN (T) 변현우 Byun Hyun-woo    | 4 – 2           | Dark (Z) 박령우 Park Ryung-woo   |
| 2017 | Convention Center, Anaheim (BlizzCon) | 700.000 $                | Rogue (Z) 박령우 Lee Byung-ryul  | 4 – 2           | soO (Z) 어윤수 Eo Yoon-su        |
| 2018 | Convention Center, Anaheim (BlizzCon) | 700.000 $                | Serral (Z) Joona Sotala          | 4 – 2           | Stats (P) 김대엽 Kim Dae-yeob    |
| 2019 | Convention Center, Anaheim (BlizzCon) | 700.000 $                | Dark (Z) 박령우 Park Ryung-woo   | 4 – 1           | Reynor (Z) Riccardo Romiti       |

(der Titel von Lee Seung-hyun wurde nach Bekanntwerden seiner Beteiligung an einem Wettmanipulationsskandal nachträglich aberkannt.)

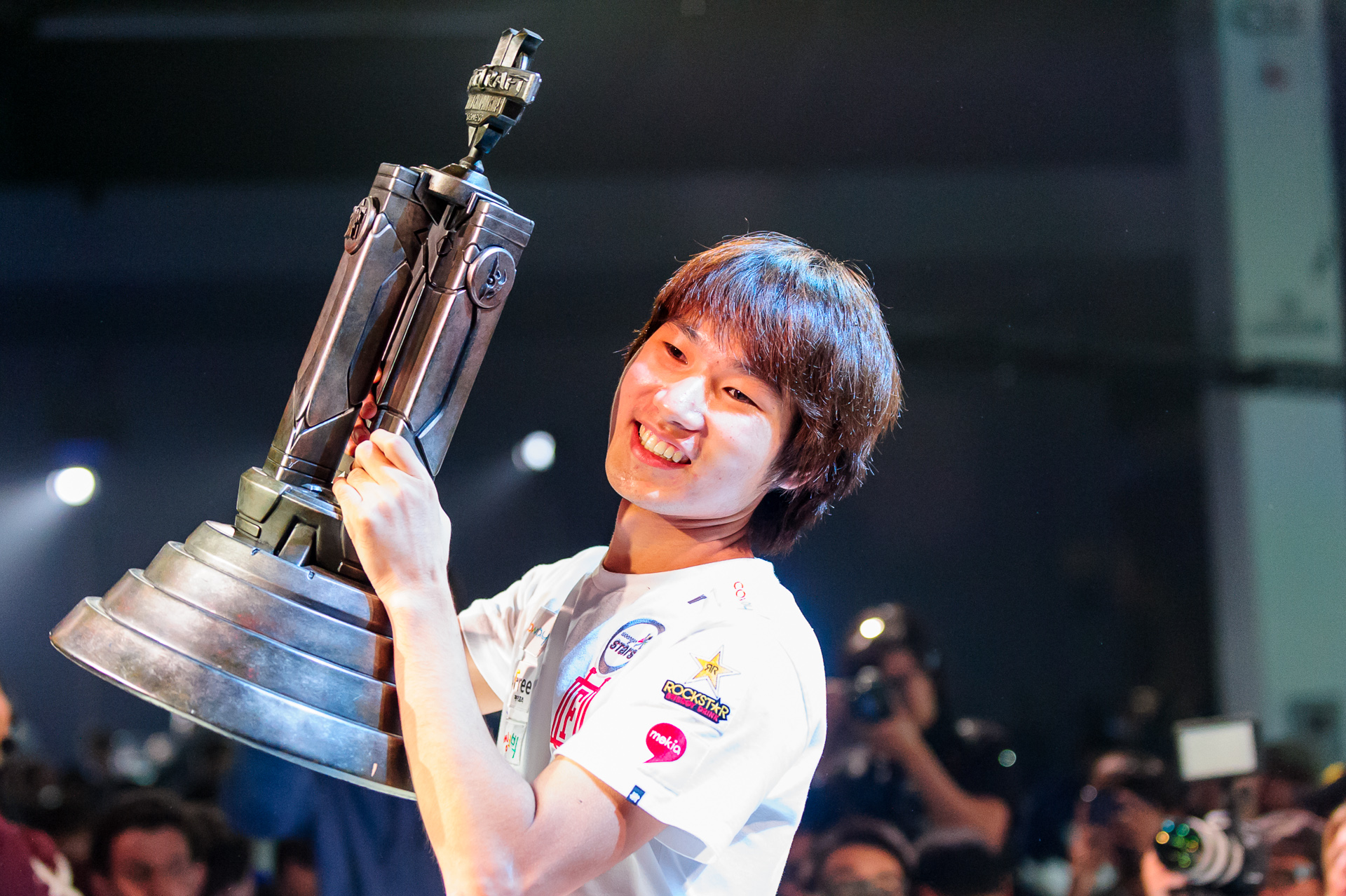
sOs (2013)
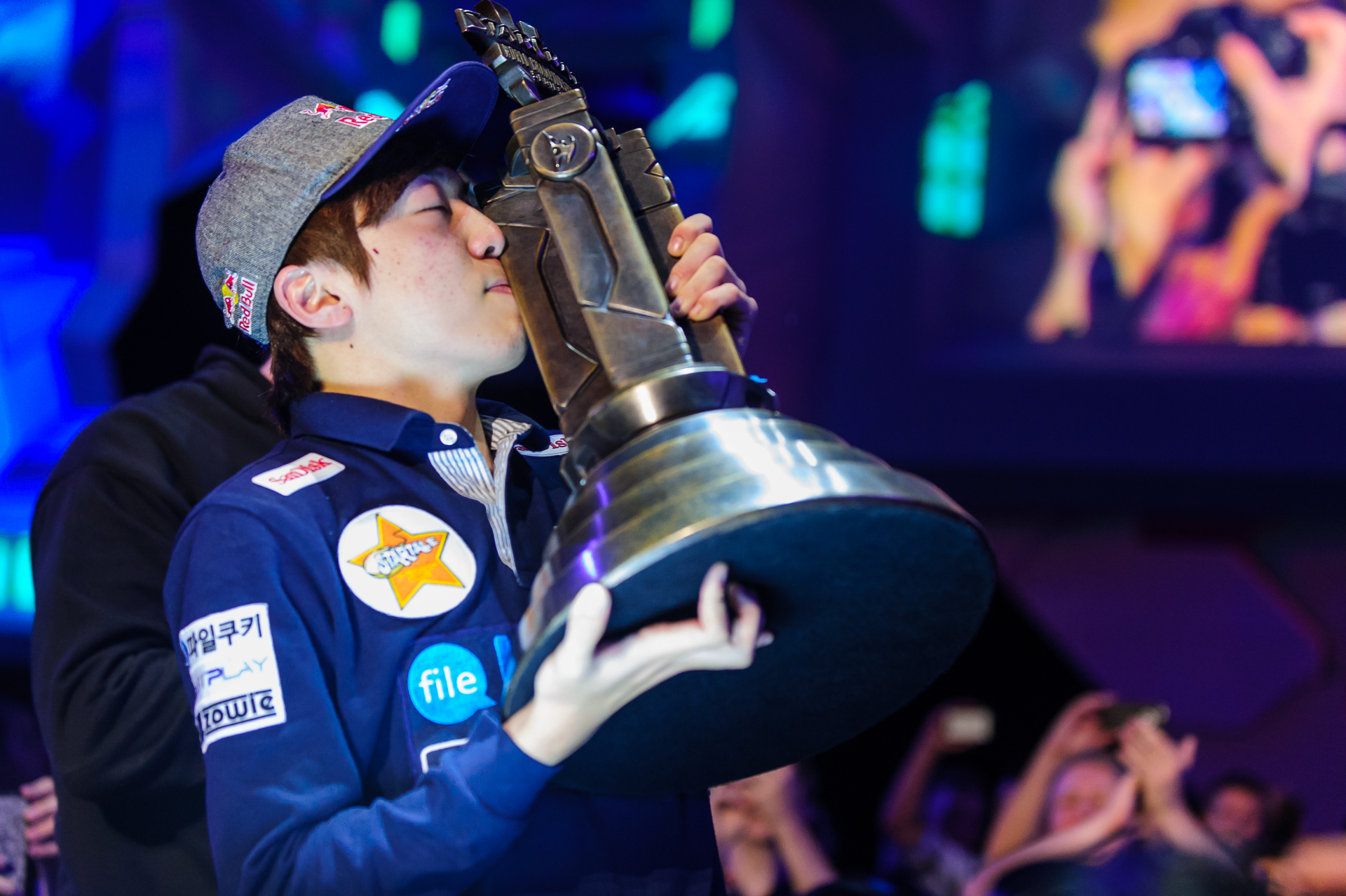
Life (2014)
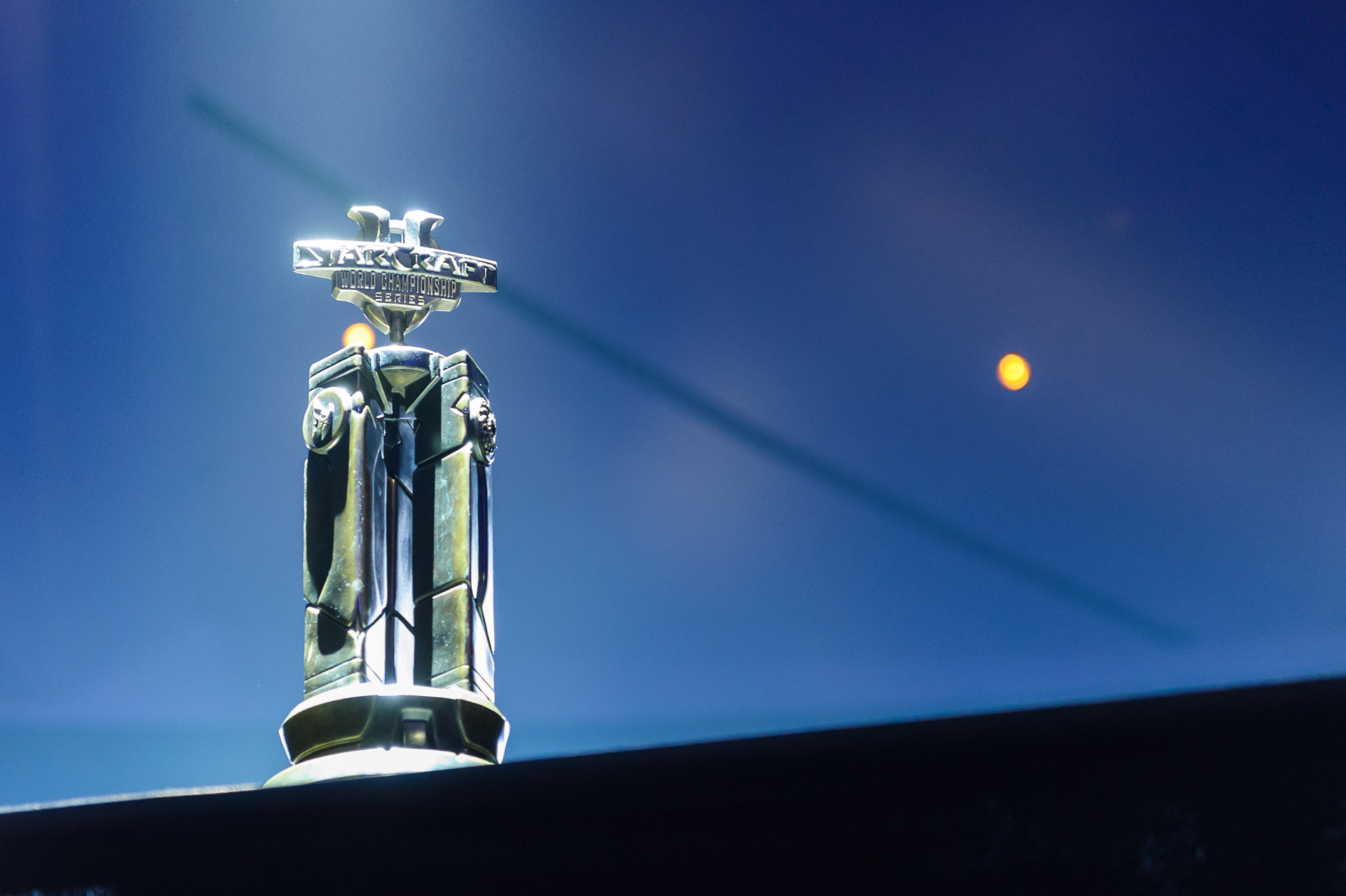
WCS-Trophäe (2014)
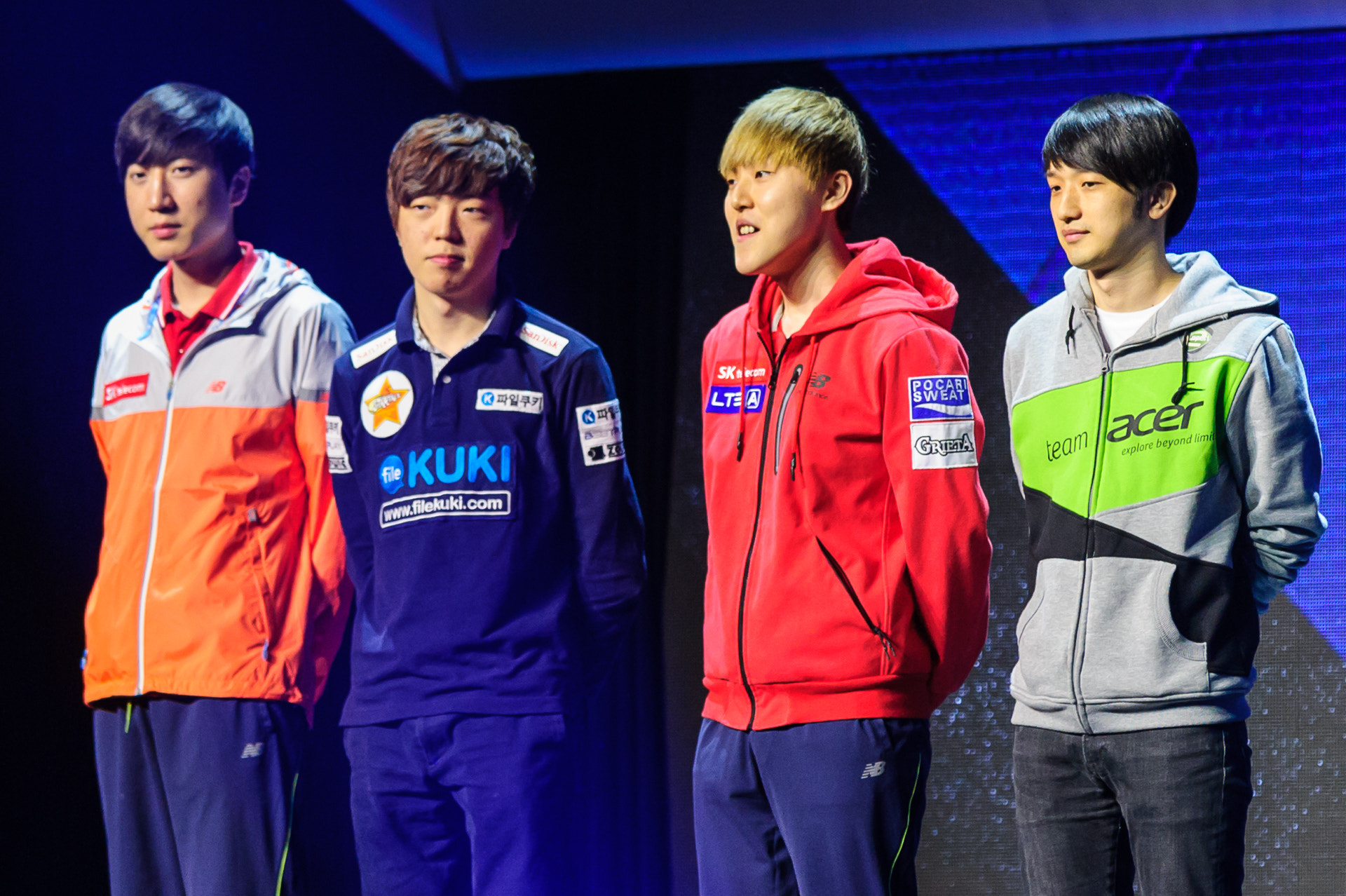
INnoVation, Life, Classic und MMA beim WCS Finale 2014
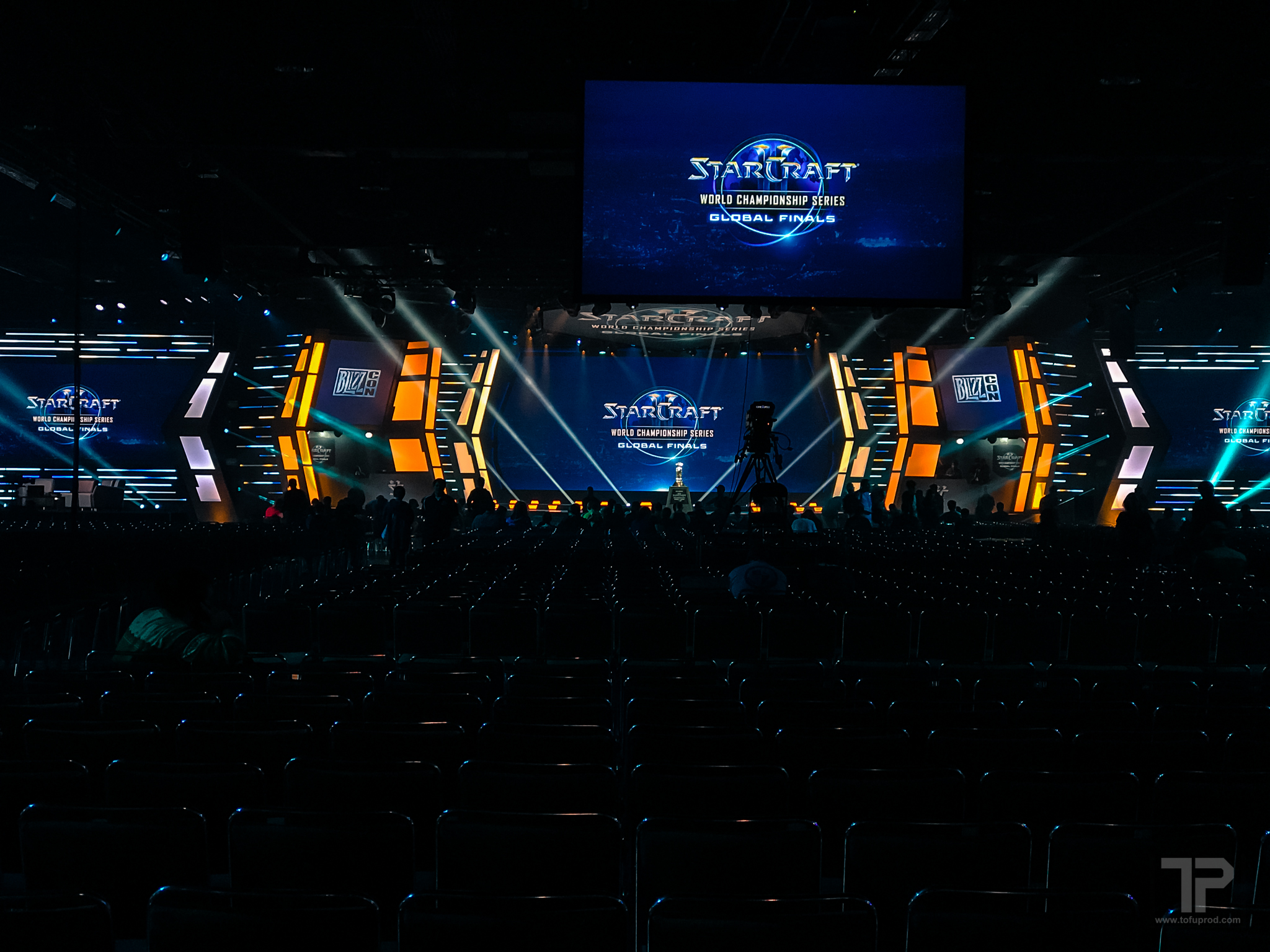
Bühne der WCS Finals (2017)

## 2012
Bei der Erstauflage der WCS wurden insgesamt ca. 500.000 Dollar Preisgeld ausgeschüttet. Über die nationalen und kontinentalen Qualifikationsturniere erspielten sich 32 Spieler ihren Startplatz auf der Battle.net World Championship, die 2012 in Shanghai stattfand. Mit Won Lee-sak (Spielername: PartinG) setzte sich dort erwartungsgemäß ein südkoreanischer Spieler durch und gewann den 100.000 $ Hauptpreis. Der einzige deutschsprachige Teilnehmer Giacomo Thüs (Spielername: Socke) schied bereits in der Gruppenphase aus.

### Nationale Meisterschaften
Die nationalen Meister der acht gelb markierten Länder qualifizierten sich direkt für die Weltmeisterschaft. Die verbleibenden 24 Plätze wurden auf den kontinentalen Meisterschaften vergeben.
| Europa     | Europa    | Nordamerika | Asien    |
| ---------- | --------- | ----------- | -------- |
| Orly       | TitaN     | Scarlett    | Comm     |
| BabyKnight | LucifroN  | MajOr       | Revenant |
| Socke      | ThorZaIN  | ViBE        | Creator  |
| Naama      | Bly       | Südamerika  | Sen      |
| Stephano   | Ziktomini | Capoch      | 2 EnDerr |
| JeaL       | 1 LoWeLy  | Potiguar    | Ozeanien |
| Grubby     |           | KiLLeR      | PiG      |
| Noticimus  | Adj       | JazBas      |          |
| Nerchio    | Fenix     |             |          |

1Meister "Restliches Europa und Südafrika"

2Meister Südostasien

### Kontinentale Meisterschaften
Die 24 grün markierten Spieler qualifizierten sich für die Weltmeisterschaft. Die gelb markierten hatten ihren Startplatz bereits durch den nationalen Titel gesichert. In den drei großen Regionen (Europa, Nordamerika, Asien) wurde jeweils ein Gesamtpreisgeld von 60.000 Dollar ausgeschüttet.

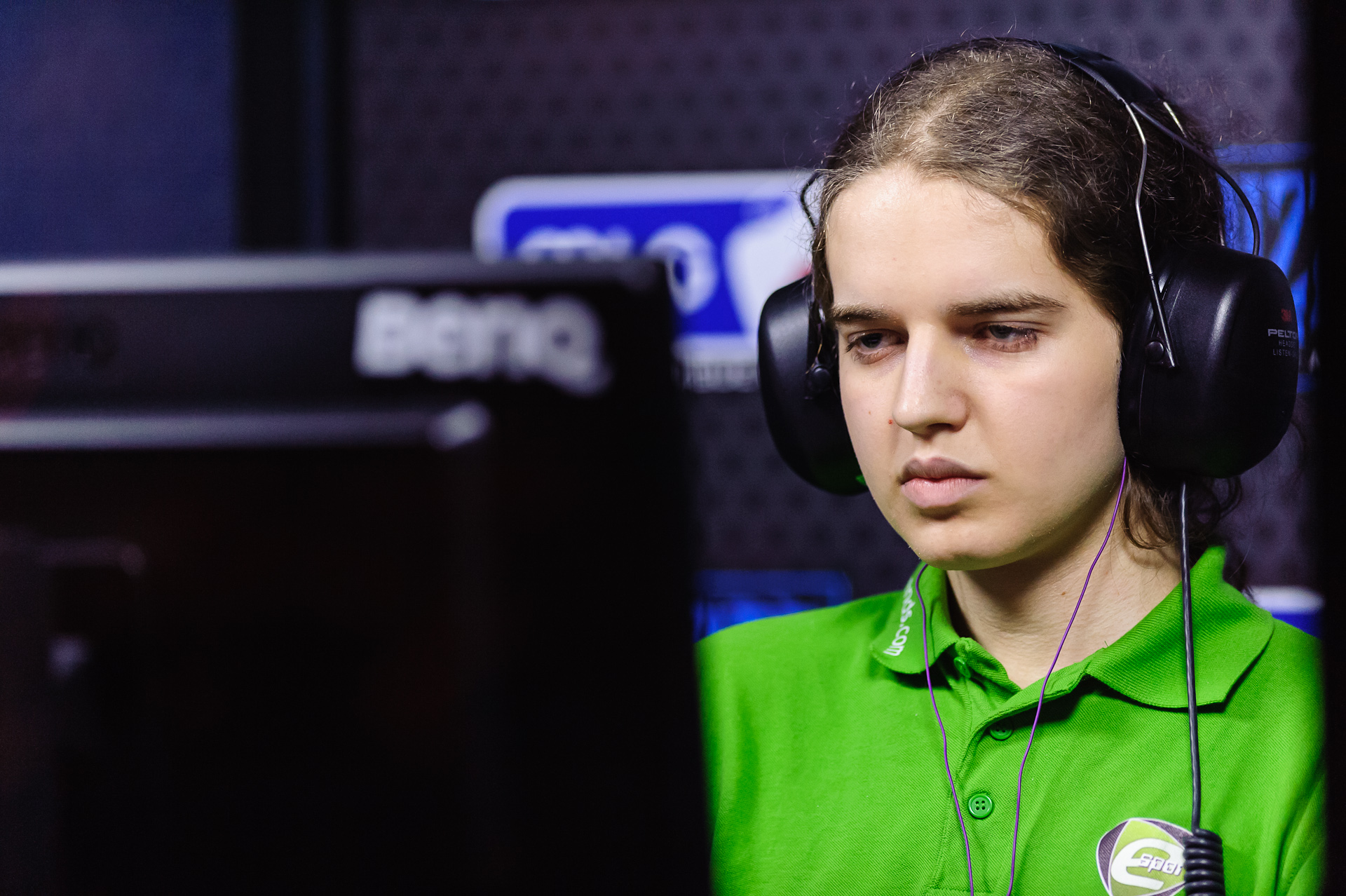
Scarlett bei der WCS Nordamerika 2012

| Platz  | Preisgeld | Asien    | Europa     | Nordamerika | Preisgeld | Südamerika | Preisgeld | Ozeanien  |
| ------ | --------- | -------- | ---------- | ----------- | --------- | ---------- | --------- | --------- |
| 1.     | 24.000 $  | Rain     | Stephano   | Scarlett    | 12.000 $  | KiLLeR     | 6.000 $   | mOOnGLaDe |
| 2.     | 9.000 $   | PartinG  | VortiX     | ViBE        | 6.000 $   | Fenix      | 3.750 $   | MaFia     |
| 3.     | 3.600 $   | HerO     | LucifroN   | IdrA        | 2.700 $   | Levin      | 1.800 $   | tgun      |
| 4.     | 1.800 $   | herO     | LoWeLy     | MajOr       | 1.500 $   | Tunico     | 1.000 $   | Light     |
| 5.–6.  | 1.300 $   | Curious  | BabyKnight | Insur       |           |            |           |           |
| 5.–6.  | 1.300 $   | RorO     | Grubby     | State       |           |            |           |           |
| 7.–8.  | 1.100 $   | Creator  | Nerchio    | Illusion    |           |            |           |           |
| 7.–8.  | 1.100 $   | Seed     | Happy      | Ostojiy     |           |            |           |           |
| 9.–12. | 1.000 $   | Squirtle | SortOf     | HuK         |           |            |           |           |
| 9.–12. | 1.000 $   | Sen      | Socke      | Suppy       |           |            |           |           |
| 9.–12. | 1.000 $   | Slam     | Ret        | Fitzyhere   |           |            |           |           |
| 9.–12. | 1.000 $   | TooDming | Bly        | DdoRo       |           |            |           |           |

### Battle.net World Championship 2012
- Datum: 17.–18. November 2012
- Austragungsort:  Shanghai
- Gesamtpreisgeld: 250.000 $
- Teilnehmer: 32

Turnierbaum ab K.O.-Phase
|  | Achtelfinale | Achtelfinale |  |  | Viertelfinale | Viertelfinale |   |         | Halbfinale | Halbfinale |  |  | Finale | Finale |
|  |              |              |  |  |               |               |   |         |            |            |  |  |        |        |
|  | PartinG      | 3            |  |  |               |               |   |         |            |            |  |  |        |        |
|  | Scarlett     | 0            |  |  | PartinG       | 3             |   |         |            |            |  |  |        |        |
|  | Suppy        | 3            |  |  | Suppy         | 2             |   |         |            |            |  |  |        |        |
|  | LoWeLy       | 1            |  |  |               |               |   | PartinG | 3          |            |  |  |        |        |
|  | Sen          | 3            |  |  |               | Sen           | 0 |         |            |            |  |  |        |        |
|  | Curious      | 0            |  |  | Sen           | 3             |   |         |            |            |  |  |        |        |
|  | BabyKnight   | 1            |  |  | HerO          | 2             |   |         |            |            |  |  |        |        |
|  | HerO         | 3            |  |  |               |               |   |         | PartinG    | 4          |  |  |        |        |
|  | IdrA         | 1            |  |  |               | Creator       | 2 |         |            |            |  |  |        |        |
|  | Rain         | 3            |  |  | Rain          | 3             |   |         |            |            |  |  |        |        |
|  | TitaN        | 0            |  |  | KiLLeR        | 0             |   |         |            |            |  |  |        |        |
|  | KiLLeR       | 3            |  |  |               |               |   | Rain    | 2          |            |  |  |        |        |
|  | LucifroN     | 2            |  |  |               | Creator       | 3 |         |            |            |  |  |        |        |
|  | VortiX       | 3            |  |  | VortiX        | 2             |   |         |            |            |  |  |        |        |
|  | Creator      | 3            |  |  | Creator       | 3             |   |         |            |            |  |  |        |        |
|  | Illusion     | 0            |  |  |               |               |   |         |            |            |  |  |        |        |

## 2013
2013 gab es im Vergleich zum Vorjahr große Strukturänderungen. Anstelle von einmaligen nationalen und kontinentalen Meisterschaften trat ein umfangreiches System bestehend aus jeweils drei Saisons in den Regionen Europa, Nordamerika und Südkorea. Ein ähnliches System war in Südkorea mit den Ligen GSL und OSL bereits etabliert.
Am Ende jeder Saison spielten die 16 Spieler (die fünf bis sechs Bestplatzierten aus den drei Regionen) ein internationales Finale (Global Finals) aus. Nach einem bestimmten Punkteschlüssel ließen sich so WCS-Punkte sammeln. Auch auf einigen anderen Turnieren ließen sich WCS-Punkte verdienen, beispielsweise auf der DreamHack und dem Intel Extreme Masters. Die 16 Spieler mit den meisten WCS-Punkten qualifizierten sich für die World Championship 2013, die diesmal im Rahmen der Blizzcon in Anaheim stattfand.
Da die Spieler wählen konnten, in welcher Region sie antreten, entschieden sich viele südkoreanische Spieler in den vermeintlich leichteren Regionen Europa und Amerika zu starten. Dies führte letztlich dazu, dass es mit dem Schweden Johan Lucchesi (Spielername: NaNiwa) nur ein nicht aus Südkorea stammender Spieler in die Endrunde der Weltmeisterschaft schaffte. Dort siegte der Protoss-Spieler Kim Yoo-jin (Spielername: sOs) etwas überraschend durch ein 4:1-Finalerfolg über Jaedong.

### WCS 2013 Saison 1
| Platz | Preisgeld | Korea (GSL)                | Europa                        | Nordamerika                  | Preisgeld | Finals                  |
| ----- | --------- | -------------------------- | ----------------------------- | ---------------------------- | --------- | ----------------------- |
| 1.    | 20.000 $  | Soulkey                    | Mvp                           | HerO                         | 40.000 $  | INnoVation              |
| 2.    | 12.000 $  | INnoVation                 | Stephano                      | Revival                      | 20.000 $  | sOs                     |
| 3.–4. | 07.000 $  | Symbol sOs                 | ForGG DIMAGA                  | Ryung aLive                  | 10.000 $  | Soulkey Mvp             |
| 5.–8. | 03.500 $  | RorO KangHo PartinG Bomber | TLO LucifroN BabyKnight Happy | Alicia Snute mOOnGLaDe CranK | 07.500 $  | RorO Alicia ForGG aLive |

### WCS 2013 Saison 2
| Platz | Preisgeld | Korea (OSL)                    | Europa                      | Nordamerika         | Preisgeld | Finals                     |
| ----- | --------- | ------------------------------ | --------------------------- | ------------------- | --------- | -------------------------- |
| 1.    | 20.000 $  | Maru                           | duckdeok                    | Polt                | 40.000 $  | Bomber                     |
| 2.    | 12.000 $  | Rain                           | MC                          | Jaedong             | 20.000 $  | Jaedong                    |
| 3.–4. | 07.000 $  | INnoVation Bomber              | MMA Grubby                  | Scarlett TaeJa      | 10.000 $  | First TaeJa                |
| 5.–8. | 03.500 $  | First SuperNova Soulkey Symbol | Welmu NaNiwa HasuObs VortiX | Jim aLive MacSed Oz | 07.500 $  | aLive NaNiwa Rain Scarlett |

### WCS 2013 Saison 3
| Platz | Preisgeld | Korea (GSL)              | Europa                          | Nordamerika            | Preisgeld | Finals         |
| ----- | --------- | ------------------------ | ------------------------------- | ---------------------- | --------- | -------------- |
| 1.    | 20.000 $  | Dear                     | MMA                             | Polt                   | 40.000 $  | Dear           |
| 2.    | 12.000 $  | soO                      | MC                              | ByuL                   | 20.000 $  | Soulkey        |
| 3.–4. | 07.000 $  | Maru Soulkey             | VortiX Genius                   | Jaedong Oz             | 10.000 $  | Maru Trap      |
| 5.–8. | 03.500 $  | Trap jjakji PartinG Rain | duckdeok StarDust Nerchio TargA | Hack HerO MacSed Heart | 07.500 $  | MMA MC Oz ByuL |

### Battle.net World Championship 2013
- Datum: 8.–9. November 2013
- Austragungsort:  Blizzcon, Anaheim
- Gesamtpreisgeld: 250.000 $
- Teilnehmer: 16

|  | Achtelfinale | Achtelfinale |  |  | Viertelfinale | Viertelfinale |   |         | Halbfinale | Halbfinale |  |  | Finale | Finale |
|  |              |              |  |  |               |               |   |         |            |            |  |  |        |        |
|  | Soulkey      | 3            |  |  |               |               |   |         |            |            |  |  |        |        |
|  | NaNiwa       | 1            |  |  | Soulkey       | 1             |   |         |            |            |  |  |        |        |
|  | Bomber       | 3            |  |  | Bomber        | 3             |   |         |            |            |  |  |        |        |
|  | MMA          | 2            |  |  |               |               |   | Bomber  | 1          |            |  |  |        |        |
|  | HerO         | 1            |  |  |               | sOs           | 3 |         |            |            |  |  |        |        |
|  | sOs          | 3            |  |  | sOs           | 3             |   |         |            |            |  |  |        |        |
|  | Polt         | 3            |  |  | Polt          | 1             |   |         |            |            |  |  |        |        |
|  | aLive        | 0            |  |  |               |               |   |         | sOs        | 4          |  |  |        |        |
|  | Dear         | 3            |  |  |               | Jaedong       | 1 |         |            |            |  |  |        |        |
|  | Taeja        | 1            |  |  | Dear          | 2             |   |         |            |            |  |  |        |        |
|  | Jaedong      | 3            |  |  | Jaedong       | 3             |   |         |            |            |  |  |        |        |
|  | Mvp          | 0            |  |  |               |               |   | Jaedong | 3          |            |  |  |        |        |
|  | Maru         | 3            |  |  |               | Maru          | 1 |         |            |            |  |  |        |        |
|  | MC           | 1            |  |  | Maru          | 3             |   |         |            |            |  |  |        |        |
|  | INnoVation   | 2            |  |  | duckdeok      | 2             |   |         |            |            |  |  |        |        |
|  | duckdeok     | 3            |  |  |               |               |   |         |            |            |  |  |        |        |

## 2014
Ende 2013 gab Blizzard erste Informationen zur WCS 2014 bekannt. Unter anderem wurde angekündigt, dass das System mit drei Saisons in den drei großen Regionen beibehalten wird. Die Saison-Finals wurden jedoch abgeschafft. Im Gegenzug wurden die Preisgelder etwas angehoben, insbesondere der Sieger der koreanischen WCS (GSL) erhält ein deutlich höheres Preisgeld als 2013.

### WCS 2014 Saison 1
| Platz | Preisgeld | Korea (GSL)           | Preisgeld | Europa                      | Nordamerika              |
| ----- | --------- | --------------------- | --------- | --------------------------- | ------------------------ |
| 1.    | 65.550 $  | Zest                  | 25.000 $  | MC                          | HyuN                     |
| 2.    | 14.046 $  | soO                   | 15.000 $  | MMA                         | Oz                       |
| 3.–4. | 07.491 $  | Rain Life             | 07.500 $  | jjakji San                  | Revival Alicia           |
| 5.–8. | 03.745 $  | sOs herO Maru PartinG | 05.000 $  | StarDust VortiX Snute Welmu | Bomber TaeJa Polt Arthur |

### WCS 2014 Saison 2
| Platz | Preisgeld | Korea (GSL)                 | Preisgeld | Europa                | Nordamerika              |
| ----- | --------- | --------------------------- | --------- | --------------------- | ------------------------ |
| 1.    | 65.550 $  | Classic                     | 25.000 $  | StarDust              | Pigbaby                  |
| 2.    | 14.046 $  | soO                         | 15.000 $  | San                   | Bomber                   |
| 3.–4. | 07.491 $  | Maru TRUE                   | 07.500 $  | Golden ForGG          | Heart HyuN               |
| 5.–8. | 03.745 $  | Paralyze Solar Soulkey Zest | 05.000 $  | MC VortiX Welmu First | viOLet Alicia Polt TaeJa |

### WCS 2014 Saison 3
| Platz | Preisgeld | Korea (GSL)                | Preisgeld | Europa               | Nordamerika               |
| ----- | --------- | -------------------------- | --------- | -------------------- | ------------------------- |
| 1.    | 66.612 $  | INnoVation                 | 25.000 $  | MMA                  | Bomber                    |
| 2.    | 14.274 $  | soO                        | 15.000 $  | YoDa                 | Heart                     |
| 3.–4. | 07.612 $  | Cure Zest                  | 07.500 $  | Golden San           | HyuN Polt                 |
| 5.–8. | 03.806 $  | Solar DongRaeGu Rain Stats | 05.000 $  | MC Happy Bunny ForGG | Scarlett HuK Pigbaby HerO |

### Battle.net World Championship 2014
- Datum: 1.–8. November 2014
- Austragungsort:  Blizzcon, Anaheim
- Gesamtpreisgeld: 250.000 $
- Teilnehmer: 16

|  | Achtelfinale | Achtelfinale |  |  | Viertelfinale | Viertelfinale |   |      | Halbfinale | Halbfinale |  |  | Finale | Finale |
|  |              |              |  |  |               |               |   |      |            |            |  |  |        |        |
|  | Bomber       | 3            |  |  |               |               |   |      |            |            |  |  |        |        |
|  | Jaedong      | 2            |  |  | Bomber        | 1             |   |      |            |            |  |  |        |        |
|  | StarDust     | 1            |  |  | MMA           | 3             |   |      |            |            |  |  |        |        |
|  | MMA          | 3            |  |  |               |               |   | MMA  | 3          |            |  |  |        |        |
|  | MC           | 2            |  |  |               | Classic       | 1 |      |            |            |  |  |        |        |
|  | herO         | 3            |  |  | herO          | 2             |   |      |            |            |  |  |        |        |
|  | Polt         | 2            |  |  | Classic       | 3             |   |      |            |            |  |  |        |        |
|  | Classic      | 3            |  |  |               |               |   |      | MMA        | 1          |  |  |        |        |
|  | San          | 3            |  |  |               | Life          | 4 |      |            |            |  |  |        |        |
|  | Jjakji       | 0            |  |  | San           | 0             |   |      |            |            |  |  |        |        |
|  | Zest         | 2            |  |  | Life          | 3             |   |      |            |            |  |  |        |        |
|  | Life         | 3            |  |  |               |               |   | Life | 3          |            |  |  |        |        |
|  | soO          | 1            |  |  |               | TaeJa         | 2 |      |            |            |  |  |        |        |
|  | TaeJa        | 3            |  |  | TaeJa         | 3             |   |      |            |            |  |  |        |        |
|  | HyuN         | 1            |  |  | INnoVation    | 1             |   |      |            |            |  |  |        |        |
|  | INnoVation   | 3            |  |  |               |               |   |      |            |            |  |  |        |        |

## 2015
Für 2015 wurde eine umfangreiche Änderung des Turnierkalenders angekündigt. Mit der SPOTV StarLeague (SSL) gibt es künftig eine zweite große Liga neben der GSL in Südkorea. Statt getrennter WCS-Ligen in Europa und Amerika gibt es ab 2015 eine vereinigte Division, an der allerdings nur noch Spieler mit ständigem Wohnsitz außerhalb Südkoreas teilnahmeberechtigt sind.

### WCS 2015 Saison 1
| Platz | Preisgeld | Korea (GSL)               | Preisgeld | Korea (SSL)              | Preisgeld | WCS Premier          |
| ----- | --------- | ------------------------- | --------- | ------------------------ | --------- | -------------------- |
| 1.    | 36.099 $  | Life                      | 36.099 $  | Maru                     | 30.000 $  | Polt                 |
| 2.    | 9.025 $   | PartinG                   | 09.025 $  | Dream                    | 15.000 $  | Hydra                |
| 3.–4. | 3.610 $   | MMA herO                  | 04.061 $  | Stats Life               | 10.000 $  | ShoWTimE Bunny       |
| 5.–8. | 2.256 $   | TY Solar INnoVation Rogue | 01.805 $  | Leenock Rogue Dear Super | 08.000 $  | TLO Kane Snute ForGG |

### WCS 2015 Saison 2
| Platz | Preisgeld | Korea (GSL)                 | Preisgeld | Korea (SSL)         | Preisgeld | WCS Premier                     |
| ----- | --------- | --------------------------- | --------- | ------------------- | --------- | ------------------------------- |
| 1.    | 36.099 $  | Rain                        | 36.099 $  | Classic             | 30.000 $  | Hydra                           |
| 2.    | 9.025 $   | ByuL                        | 09.025 $  | Dream               | 15.000 $  | Lilbow                          |
| 3.–4. | 3.610 $   | Curious sOs                 | 04.061 $  | herO Stats          | 10.000 $  | Bunny Polt                      |
| 5.–8. | 2.256 $   | Maru Rogue MyuNgSiK PartinG | 01.805 $  | Maru Life ByuL Zest | 08.000 $  | StarDust MarineLord Jaedong TLO |

### WCS 2015 Saison 3
| Platz | Preisgeld | Korea (GSL)               | Preisgeld | Korea (SSL)                    | Preisgeld | WCS Premier                     |
| ----- | --------- | ------------------------- | --------- | ------------------------------ | --------- | ------------------------------- |
| 1.    | 36.099 $  | INnoVation                | 36.099 $  | herO                           | 30.000 $  | Lilbow                          |
| 2.    | 9.025 $   | ByuL                      | 09.025 $  | ByuL                           | 15.000 $  | MaNa                            |
| 3.–4. | 3.610 $   | Dear Maru                 | 04.061 $  | TY Rain                        | 10.000 $  | Zanster ForGG                   |
| 5.–8. | 2.256 $   | Classic GuMiho Rogue Zest | 01.805 $  | Zest INnoVation Rogue MyuNgSiK | 08.000 $  | GunGFuBanDa Hydra Polt Petraeus |

### Battle.net World Championship 2015
- Datum: 1.–8. November 2015
- Austragungsort:  Blizzcon, Anaheim
- Gesamtpreisgeld: 250.000 $
- Teilnehmer: 16

|  | Achtelfinale | Achtelfinale |  |  | Viertelfinale | Viertelfinale |   |         | Halbfinale | Halbfinale |  |  | Finale | Finale |
|  |              |              |  |  |               |               |   |         |            |            |  |  |        |        |
|  | herO         | 3            |  |  |               |               |   |         |            |            |  |  |        |        |
|  | FanTaSy      | 1            |  |  | herO          | 1             |   |         |            |            |  |  |        |        |
|  | Byul         | 0            |  |  | Classic       | 3             |   |         |            |            |  |  |        |        |
|  | Classic      | 3            |  |  |               |               |   | Classic | 2          |            |  |  |        |        |
|  | INnoVation   | 3            |  |  |               | Life          | 3 |         |            |            |  |  |        |        |
|  | Zest         | 0            |  |  | INnoVation    | 1             |   |         |            |            |  |  |        |        |
|  | Life         | 3            |  |  | Life          | 3             |   |         |            |            |  |  |        |        |
|  | Lilbow       | 0            |  |  |               |               |   |         | Life       | 3          |  |  |        |        |
|  | Polt         | 2            |  |  |               | sOs           | 4 |         |            |            |  |  |        |        |
|  | Rain         | 3            |  |  | Rain          | 0             |   |         |            |            |  |  |        |        |
|  | PartinG      | 2            |  |  | sOs           | 3             |   |         |            |            |  |  |        |        |
|  | sOs          | 3            |  |  |               |               |   | sOs     | 3          |            |  |  |        |        |
|  | Dream        | 2            |  |  |               | Rogue         | 0 |         |            |            |  |  |        |        |
|  | Hydra        | 3            |  |  | Hydra         | 1             |   |         |            |            |  |  |        |        |
|  | Maru         | 0            |  |  | Rogue         | 3             |   |         |            |            |  |  |        |        |
|  | Rogue        | 3            |  |  |               |               |   |         |            |            |  |  |        |        |

## 2016
2016 wurden erneut einige Änderungen an dem WCS System vorgenommen. Es gibt jetzt die WCS Circuit Championship im Winter, Frühling und Sommer. Diese Turniere haben ein Preisgeld von 150.000 $. Teilnahmeberechtigt sind nur Spieler, die außerhalb von Südkorea leben. Von der GSL und der SSL gab es nur noch 2 Auflagen, wobei das Preisgeld der GSL ₩ 230,000,000 (≃ 194,480 $) und das der SSL ₩ 134,000,000 (≃ 113,364 $) betrug. Der Gewinner jeder GSL, SSL und WCS Circuit Championship bekam einen direkten Platz zu der BlizzCon. Das Preisgeld der BlizzCon wurde ebenfalls erhöht.

### WCS Circuit
| Platz | Preisgeld | WCS Circuit Winter         | WCS Circuit Spring      | WCS Circuit Summer             |
| ----- | --------- | -------------------------- | ----------------------- | ------------------------------ |
| 1.    | 35.000 $  | Polt                       | ShoWTimE                | TRUE                           |
| 2.    | 15.000 $  | Snute                      | Nerchio                 | Polt                           |
| 3.–4. | 10.000 $  | Nerchio Hydra              | Polt MaSa               | HeRoMaRinE Neeb                |
| 5.–8. | 8.000 $   | FireCake HuK viOLet Elazer | Elazer Neeb viOLet Cham | Major Welmu Scarlett PtitDrogo |

### WCS Korea
| Platz | Preisgeld | GSL Season 1            | SSL Season 1                | GSL Season 2         | SSL Season 2       |
| ----- | --------- | ----------------------- | --------------------------- | -------------------- | ------------------ |
| 1.    | 33.840 $  | Zest                    | Dark                        | ByuN                 | Solar              |
| 2.    | 16.920 $  | TY                      | Stats                       | sOs                  | Dark               |
| 3.–4. | 7.614 $   | Cure Dear               | Solar Patience              | MyuNgSiK Dear        | Classic Patience   |
| 5.–8. | 5.076 $   | herO Dream TaeJa Losira | ByuN RagnaroK aLive Classic | herO GuMiho Ryung TY | TY Stats Dear Zest |

### Battle.net World Championship 2016
- Datum: 27. Oktober–5. November 2016
- Austragungsort:  Blizzcon, Anaheim
- Gesamtpreisgeld: 500.000 $
- Teilnehmer: 16 (Gruppenphase, dann ab Viertelfinale K.O.-System)

| Viertelfinale      | Viertelfinale | Viertelfinale |           |        | Halbfinale | Halbfinale | Halbfinale |  |  | Finale | Finale | Finale |
|                    |               |               |           |        |            |            |            |  |  |        |        |        |
| Deutschland        | ShoWTimE      | 1             |           |        |            |            |            |  |  |        |        |        |
| Polen              | Elazer        | 3             |           |        |            |            |            |  |  |        |        |        |
| Polen              | Elazer        | 3             | Polen     | Elazer | 0          |            |            |  |  |        |        |        |
|                    |               |               | Polen     | Elazer | 0          |            |            |  |  |        |        |        |
|                    | Korea Sud     | Dark          | 3         |        |            |            |            |  |  |        |        |        |
| Korea Sud          | Korea Sud     | Dark          | 3         | Dark   | 3          |            |            |  |  |        |        |        |
| Korea Sud          |               |               |           | Dark   | 3          |            |            |  |  |        |        |        |
| Vereinigte Staaten | Neeb          | 0             |           |        |            |            |            |  |  |        |        |        |
| Vereinigte Staaten | Neeb          | 0             | Korea Sud | Dark   | 2          |            |            |  |  |        |        |        |
|                    |               |               |           | Dark   | 2          |            |            |  |  |        |        |        |
|                    | Korea Sud     | ByuN          | 4         |        |            |            |            |  |  |        |        |        |
| Korea Sud          | Korea Sud     | ByuN          | 4         | TY     | 1          |            |            |  |  |        |        |        |
| Korea Sud          |               |               |           | TY     | 1          |            |            |  |  |        |        |        |
| Korea Sud          | ByuN          | 3             |           |        |            |            |            |  |  |        |        |        |
| Korea Sud          | ByuN          | 3             | Korea Sud | ByuN   | 3          |            |            |  |  |        |        |        |
|                    |               |               | Korea Sud | ByuN   | 3          |            |            |  |  |        |        |        |
|                    | Korea Sud     | Stats         | 1         |        |            |            |            |  |  |        |        |        |
| Korea Sud          | Korea Sud     | Stats         | 1         | Zest   | 2          |            |            |  |  |        |        |        |
| Korea Sud          |               |               |           | Zest   | 2          |            |            |  |  |        |        |        |
| Korea Sud          | Stats         | 3             |           |        |            |            |            |  |  |        |        |        |

Ausgeschieden in der Gruppenphase:

9.–12. Platz:  PtitDrogo,  Patience,  Dear,  Nerchio

13.–16. Platz:  Snute,  TRUE,  viOLet,  Solar

## 2017

### WCS Circuit
| Platz | Preisgeld | WCS Circuit Austin            | WCS Circuit Jönköping         | WCS Circuit Valencia         | WCS Circuit Montreal             |
| ----- | --------- | ----------------------------- | ----------------------------- | ---------------------------- | -------------------------------- |
| 1.    | 25.000 $  | Neeb                          | Neeb                          | Elazer                       | Neeb                             |
| 2.    | 10.000 $  | Nerchio                       | Serral                        | Snute                        | Snute                            |
| 3.–4. | 6.500 $   | MajOr TRUE                    | Elazer Kelazhur               | TRUE Major                   | TRUE Elazer                      |
| 5.–8. | 4.000 $   | Serral ShoWTimE Cham Kelazhur | PtitDrogo Cham uThermal MajOr | Serral Nerchio Kelazhur Neeb | Scarlett Nerchio Serral Kelazhur |

### GSL
| Platz | Preisgeld | GSL Season 1            | GSL Season 2        | GSL Season 3        |
| ----- | --------- | ----------------------- | ------------------- | ------------------- |
| 1.    | 35.820 $  | Stats                   | GuMiho              | INnoVation          |
| 2.    | 13.430 $  | soO                     | soO                 | sOs                 |
| 3.–4. | 6.720 $   | sOs Ryung               | Maru Classic        | Stats Dark          |
| 5.–8. | 4.480 $   | TY herO INnoVation Maru | TY ByuN Stats Rogue | Solar Rogue ByuN TY |

### Battle.net World Championship 2017
- Datum: 27. Oktober–4. November 2017
- Austragungsort:  Blizzcon, Anaheim
- Gesamtpreisgeld: 700.000 $
- Teilnehmer: 16 (Gruppenphase, dann ab Viertelfinale K.O.-System)

| Viertelfinale | Viertelfinale | Viertelfinale |           |            | Halbfinale | Halbfinale | Halbfinale |  |  | Finale | Finale | Finale |
|               |               |               |           |            |            |            |            |  |  |        |        |        |
| Mexiko        | SpeCial       | 3             |           |            |            |            |            |  |  |        |        |        |
| Polen         | Elazer        | 1             |           |            |            |            |            |  |  |        |        |        |
| Polen         | Elazer        | 1             | Mexiko    | SpeCial    | 0          |            |            |  |  |        |        |        |
|               |               |               | Mexiko    | SpeCial    | 0          |            |            |  |  |        |        |        |
|               | Korea Sud     | soO           | 3         |            |            |            |            |  |  |        |        |        |
| Korea Sud     | Korea Sud     | soO           | 3         | soO        | 3          |            |            |  |  |        |        |        |
| Korea Sud     |               |               |           | soO        | 3          |            |            |  |  |        |        |        |
| Korea Sud     | GuMiho        | 2             |           |            |            |            |            |  |  |        |        |        |
| Korea Sud     | GuMiho        | 2             | Korea Sud | soO        | 2          |            |            |  |  |        |        |        |
|               |               |               |           | soO        | 2          |            |            |  |  |        |        |        |
|               | Korea Sud     | Rogue         | 4         |            |            |            |            |  |  |        |        |        |
| Korea Sud     | Korea Sud     | Rogue         | 4         | herO       | 1          |            |            |  |  |        |        |        |
| Korea Sud     |               |               |           | herO       | 1          |            |            |  |  |        |        |        |
| Korea Sud     | Rogue         | 3             |           |            |            |            |            |  |  |        |        |        |
| Korea Sud     | Rogue         | 3             | Korea Sud | Rogue      | 3          |            |            |  |  |        |        |        |
|               |               |               | Korea Sud | Rogue      | 3          |            |            |  |  |        |        |        |
|               | Korea Sud     | TY            | 2         |            |            |            |            |  |  |        |        |        |
| Korea Sud     | Korea Sud     | TY            | 2         | INnoVation | 2          |            |            |  |  |        |        |        |
| Korea Sud     |               |               |           | INnoVation | 2          |            |            |  |  |        |        |        |
| Korea Sud     | TY            | 3             |           |            |            |            |            |  |  |        |        |        |

Ausgeschieden in der Gruppenphase:

9.–12. Platz:  Stats,  Neeb,  Dark,  Serral

13.–16. Platz:  Snute,  Nerchio,  Kelazhur,  TRUE

## 2018

### WCS Circuit
| Platz | Preisgeld | WCS Circuit Leipzig | WCS Circuit Austin | WCS Circuit Valencia | WCS Circuit Montreal |
| ----- | --------- | ------------------- | ------------------ | -------------------- | -------------------- |
| 1.    | 20.000 $  | Serral              | Serral             | Serral               | Serral               |
| 2.    | 10.000 $  | ShoWTimE            | MaNa               | Has                  | Reynor               |
| 3.–4. | 6.500 $   | Neeb                | Lambo              | ShoWTimE             | Lambo                |
| 3.–4. | 6.500 $   | SpeCial             | SpeCial            | HeRoMaRinE           | Time                 |
| 5.–8. | 4.000 $   | Elazer              | HeRoMaRinE         | Reynor               | Scarlett             |
| 5.–8. | 4.000 $   | TRUE                | Nerchio            | uThermal             | HeRoMaRinE           |
| 5.–8. | 4.000 $   | Nerchio             | Snute              | Neeb                 | ShoWTimE             |
| 5.–8. | 4.000 $   | Snute               | Elazer             | Nerchio              | uThermal             |

### GSL
| Platz | Preisgeld | GSL Season 1              | GSL Season 2           | GSL Season 3               |
| ----- | --------- | ------------------------- | ---------------------- | -------------------------- |
| 1.    | 37.518 $  | Maru                      | Maru                   | Maru                       |
| 2.    | 14.069 $  | Stats                     | Zest                   | TY                         |
| 3.–4. | 7.034 $   | Dark soO                  | Classic Zest           | Neeb Zest                  |
| 5.–8. | 4.689 $   | Classic Scarlett sOs Zest | Byun Dear Gumiho Rogue | Gumiho Stats Rogue Leenock |

### 2018 WCS Global Finals
- Datum: TBA
- Austragungsort:  Blizzcon, Anaheim
- Gesamtpreisgeld: TBA
- Teilnehmer: 16

| Viertelfinale | Viertelfinale | Viertelfinale |           |         | Halbfinale | Halbfinale | Halbfinale |  |  | Finale | Finale | Finale |
|               |               |               |           |         |            |            |            |  |  |        |        |        |
| Korea Sud     | Maru          | 0             |           |         |            |            |            |  |  |        |        |        |
| Korea Sud     | sOs           | 3             |           |         |            |            |            |  |  |        |        |        |
| Korea Sud     | sOs           | 3             | Korea Sud | sOs     | 0          |            |            |  |  |        |        |        |
|               |               |               | Korea Sud | sOs     | 0          |            |            |  |  |        |        |        |
|               | Korea Sud     | Stats         | 3         |         |            |            |            |  |  |        |        |        |
| Mexiko        | Korea Sud     | Stats         | 3         | SpeCial | 1          |            |            |  |  |        |        |        |
| Mexiko        |               |               |           | SpeCial | 1          |            |            |  |  |        |        |        |
| Korea Sud     | Stats         | 3             |           |         |            |            |            |  |  |        |        |        |
| Korea Sud     | Stats         | 3             | Korea Sud | Stats   | 2          |            |            |  |  |        |        |        |
|               |               |               |           | Stats   | 2          |            |            |  |  |        |        |        |
|               | Finnland      | Serral        | 4         |         |            |            |            |  |  |        |        |        |
| Korea Sud     | Finnland      | Serral        | 4         | Rogue   | 3          |            |            |  |  |        |        |        |
| Korea Sud     |               |               |           | Rogue   | 3          |            |            |  |  |        |        |        |
| Korea Sud     | TY            | 2             |           |         |            |            |            |  |  |        |        |        |
| Korea Sud     | TY            | 2             | Korea Sud | Rogue   | 1          |            |            |  |  |        |        |        |
|               |               |               | Korea Sud | Rogue   | 1          |            |            |  |  |        |        |        |
|               | Finnland      | Serral        | 3         |         |            |            |            |  |  |        |        |        |
| Korea Sud     | Finnland      | Serral        | 3         | Dark    | 0          |            |            |  |  |        |        |        |
| Korea Sud     |               |               |           | Dark    | 0          |            |            |  |  |        |        |        |
| Finnland      | Serral        | 3             |           |         |            |            |            |  |  |        |        |        |

Ausgeschieden in der Gruppenphase:

9.–12. Platz:  Neeb,  Zest,  ShoWTimE,  Classic

13.–16. Platz:  Lambo,  HeRoMaRinE,  Has,  Nerchio

## 2019

### 2019 WCS Global Finals
- Datum: TBA
- Austragungsort:  Blizzcon, Anaheim
- Gesamtpreisgeld: TBA
- Teilnehmer: 16

| Viertelfinale | Viertelfinale | Viertelfinale |           |         | Halbfinale | Halbfinale | Halbfinale |  |  | Finale | Finale | Finale |
|               |               |               |           |         |            |            |            |  |  |        |        |        |
| Finnland      | Serral        | 3             |           |         |            |            |            |  |  |        |        |        |
| Korea Sud     | soO           | 0             |           |         |            |            |            |  |  |        |        |        |
| Korea Sud     | soO           | 0             | Finnland  | Serral  | 2          |            |            |  |  |        |        |        |
|               |               |               | Finnland  | Serral  | 2          |            |            |  |  |        |        |        |
|               | Italien       | Reynor        | 3         |         |            |            |            |  |  |        |        |        |
| Italien       | Italien       | Reynor        | 3         | Reynor  | 3          |            |            |  |  |        |        |        |
| Italien       |               |               |           | Reynor  | 3          |            |            |  |  |        |        |        |
| Korea Sud     | Trap          | 2             |           |         |            |            |            |  |  |        |        |        |
| Korea Sud     | Trap          | 2             | Italien   | Reynor  | 1          |            |            |  |  |        |        |        |
|               |               |               |           | Reynor  | 1          |            |            |  |  |        |        |        |
|               | Korea Sud     | Dark          | 4         |         |            |            |            |  |  |        |        |        |
| Korea Sud     | Korea Sud     | Dark          | 4         | Rogue   | 2          |            |            |  |  |        |        |        |
| Korea Sud     |               |               |           | Rogue   | 2          |            |            |  |  |        |        |        |
| Korea Sud     | Classic       | 3             |           |         |            |            |            |  |  |        |        |        |
| Korea Sud     | Classic       | 3             | Korea Sud | Classic | 0          |            |            |  |  |        |        |        |
|               |               |               | Korea Sud | Classic | 0          |            |            |  |  |        |        |        |
|               | Korea Sud     | Dark          | 3         |         |            |            |            |  |  |        |        |        |
| Korea Sud     | Korea Sud     | Dark          | 3         | Dark    | 3          |            |            |  |  |        |        |        |
| Korea Sud     |               |               |           | Dark    | 3          |            |            |  |  |        |        |        |
| Korea Sud     | Maru          | 0             |           |         |            |            |            |  |  |        |        |        |

Ausgeschieden in der Gruppenphase:

9.–12. Platz:  ShoWTimE,  TIME,  HeRoMaRinE,  Elazer

13.–16. Platz:  SpeCial,  Stats,  herO,  Neeb